# 学問料
学問料（がくもんりょう）とは、平安時代に大学寮紀伝道の学生である文章生から選抜されて支給された奨学のための費用であり、給料（きゅうりょう）とも称した。なお、支給対象者は給料学生（きゅうりょうがくせい）と呼ばれている。

## 前史
その起源は『続日本紀』延暦4年12月23日条に故遠江守菅原古人の子である清公・清綱ら4名に学問料を給付したこととされている。ただし、同条に父・古人の侍読の功績によると記されていることやその後の支給の例がないために、後世紀伝道において主導的な立場に立った菅原氏が大学寮における自家の功績を顕彰するために、平安時代中期以後の学問料支給とこの史実を結び付けたと言われている。
元々、大学寮には勧学田（学料田）と呼ばれる田地が存在しており、そこからの貢租によって学生を寄宿させ、食事を給付（給食）したとされている。従って、菅原清公兄弟の時代には別箇に学問料の支給を必要とする事情が存在しなかったと見られている。
ところが、その主たる面積を占めていた加賀国の旧大伴家持没官領が、藤原種継暗殺事件関係者の名誉回復に伴い、当時の官界の実力者伴善男の要求で伴氏（旧大伴氏）に返還されることとなった。しかも、応天門の変によって伴善男が流罪となり、再度当該地が没官された後に大学寮ではなく、穀倉院に編入されたことから経営基盤を失った大学寮と新たに当該地を得た穀倉院の間で対立が生じた。更に藤原氏などの有力諸氏が自己の氏族に属する学生のために大学別曹を設置して生活を支援したことから、大学寮に替わって大学別曹の支援を受けた有力氏族の子弟と生活支援を失った他氏の学生の間に一種の「格差」が生じるようになっていった。三善清行が『意見十二箇条』によって勧学田の復興を唱えたのはそんな時期のことであった。

## 穀倉院学問料
穀倉院は唐の常平倉をモデルとして大同年間に設置されたと言われている社会福祉施設の体裁を採っていたが、実際には早い時期より律令制の弛緩によって不足する内廷費用を捻出するための一種の「裏金」捻出の役割を担っていた。このため、穀倉院領となった旧勧学田を大学寮に返還することは、財政政策上採るところではなかった朝廷はその代償として、穀倉院から一部学生への学問料支給を行うことで大学寮側からの不満の緩和に努めたと考えられている。
当初は燈燭料・月料とも呼ばれ、元慶4年（880年）に小野美材が受けた（『古今和歌集目録』）とも、承平2年（932年）に橘敏通、その3年後に菅原文時が受けた（『朝野群載』所収藤原為兼申文）のを最古であると言われている。受給者は給料学生と呼ばれ、定員2名で文章生の中から自薦・他薦によって推挙され、大抵の場合には希望者多数ということにより、学問料試（給料試）と呼ばれる詩賦などによる選抜を経て選ばれた。当然のことながら、文章生の多くが給料学生になることを望んだために、結果的にもっとも優秀な学生が選ばれることが多く、給料学生がそのまま優先的に文章得業生に選抜され、大学寮の教官や式部省などの官人への登竜門となった。だが、後に紀伝道の家学化が進むと、紀伝道の教官が世襲を確かなものとするために自分の子弟を給料学生に推挙するようになり、試験を行う場合でも譜第の家以外からの受験が困難になっていった。

## 勧学院学問料
一方、大学別曹においても、独自に学問料を授ける例が現れるようになった。大学別曹は元々一族の学生に対する学問及びその生活の支援に重きを置いていたことから、これを奨励する意図から学問料が支給された。大学別曹における学問料の初例は和気広世が設置した弘文院によるものとされる（『日本後紀』）が、弘文院を大学別曹ではなく一種の図書館であったとする説もあり、和気広世個人が和気氏の氏上としての立場から支給した可能性もある。
特に藤原氏の大学別曹である勧学院の学問料は著名であり、藤原氏の学生の中から別途に学問料を受ける給料学生が選抜された。勧学院は藤氏長者が長となり、しかも大抵の場合は摂関あるいは一上との兼務であったから、大学寮側は表向きは拒絶し続けていたものの、実際には勧学院の給料学生は藤原氏の政治的権力を背景として、大学寮で選抜した穀倉院の給料学生と同格と見なされるようになった。このため、藤原氏出身者はより簡単な勧学院の学問料を志望し、給料学生出身者と同じ社会的待遇を受けるようになったことから、次第に他家の学生を圧迫して、藤原氏による官界支配を強化する原動力となった。
だが、平安時代末期になると、大学寮の衰退、穀倉院自体の機能低下に伴って、試験のみならず、学問料自体も名目化することとなる。